# Włośnianka korzeniasta

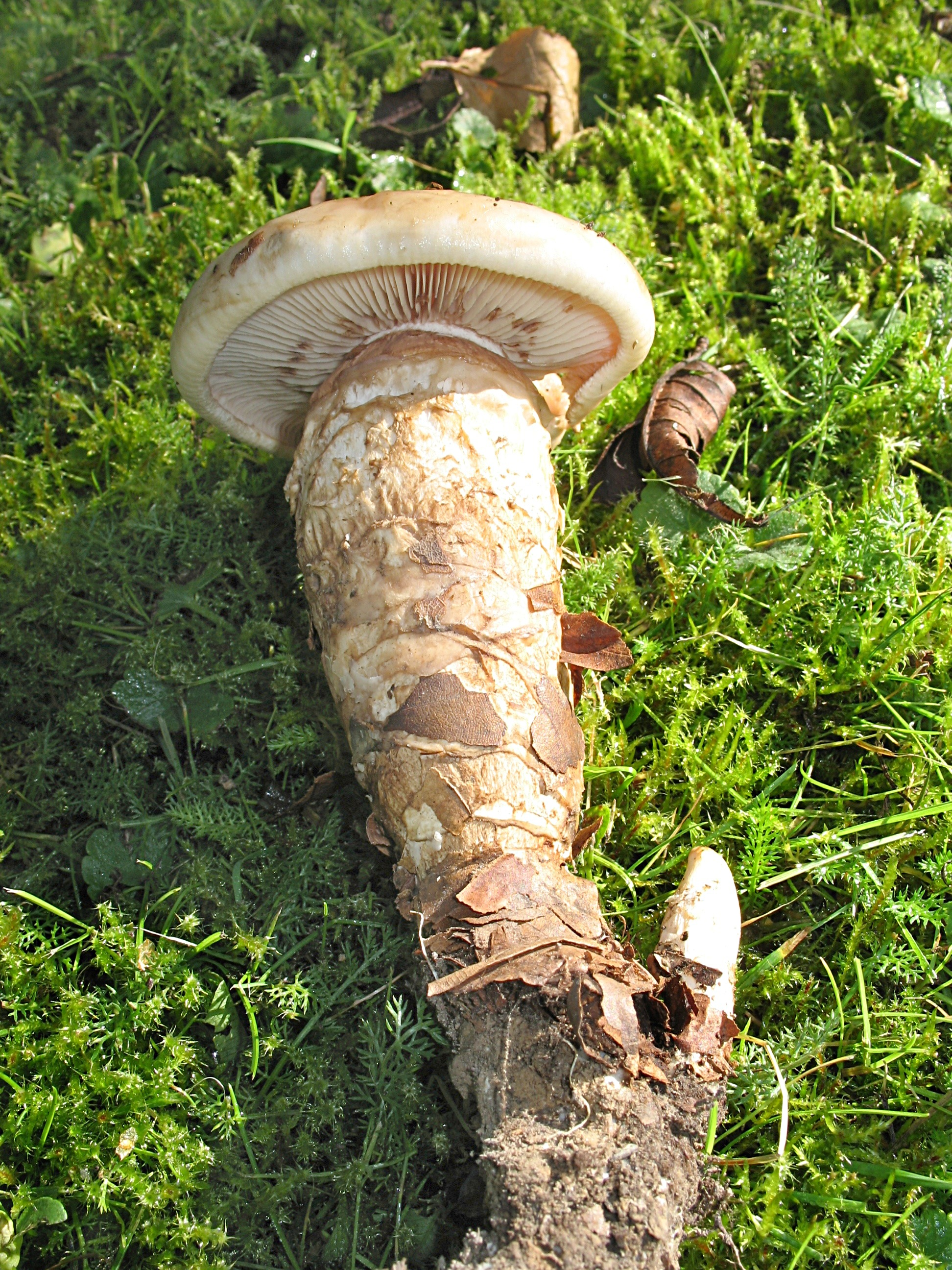
Wykopany z ziemi owocnik Hebeloma radicosum

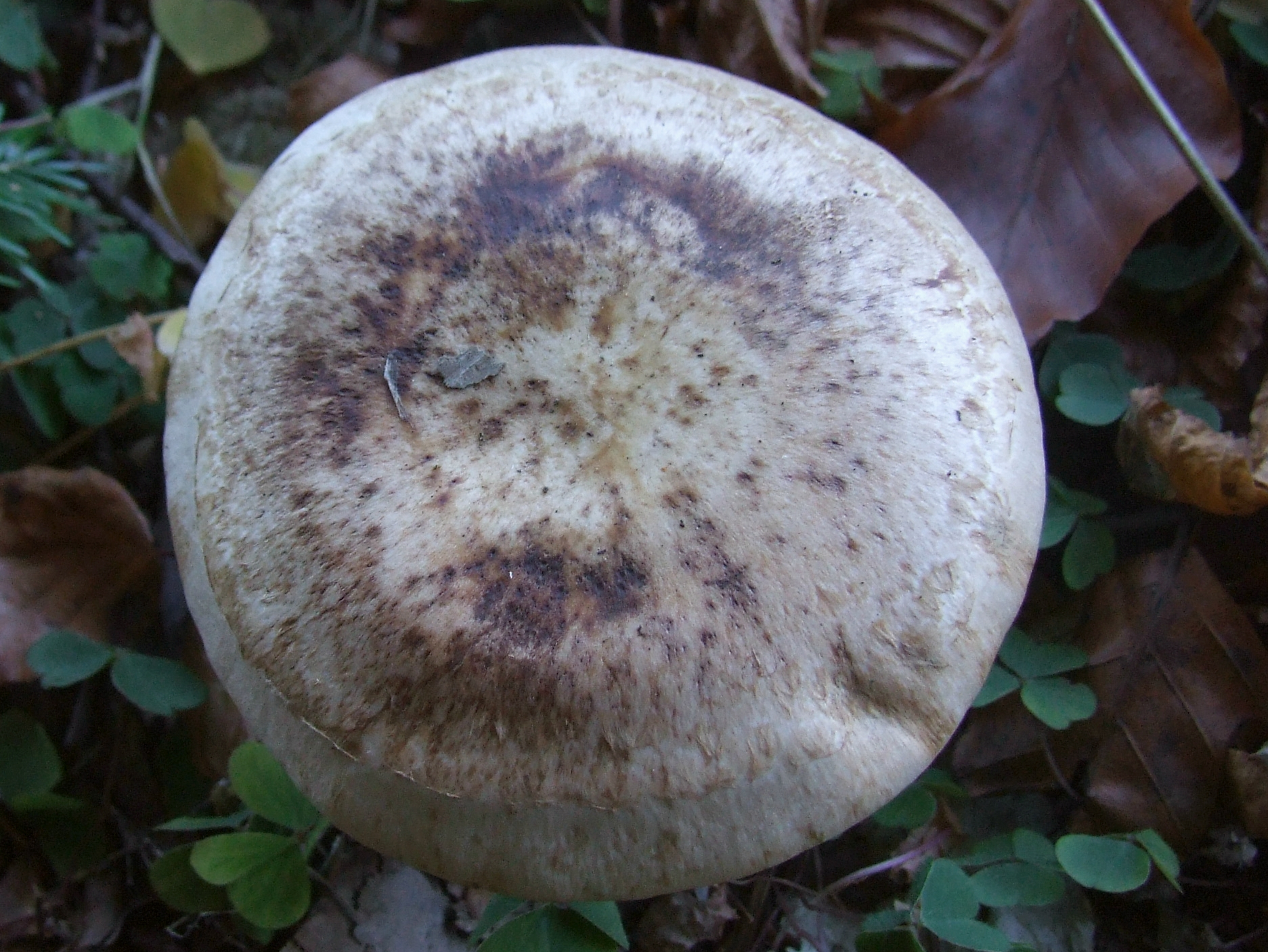

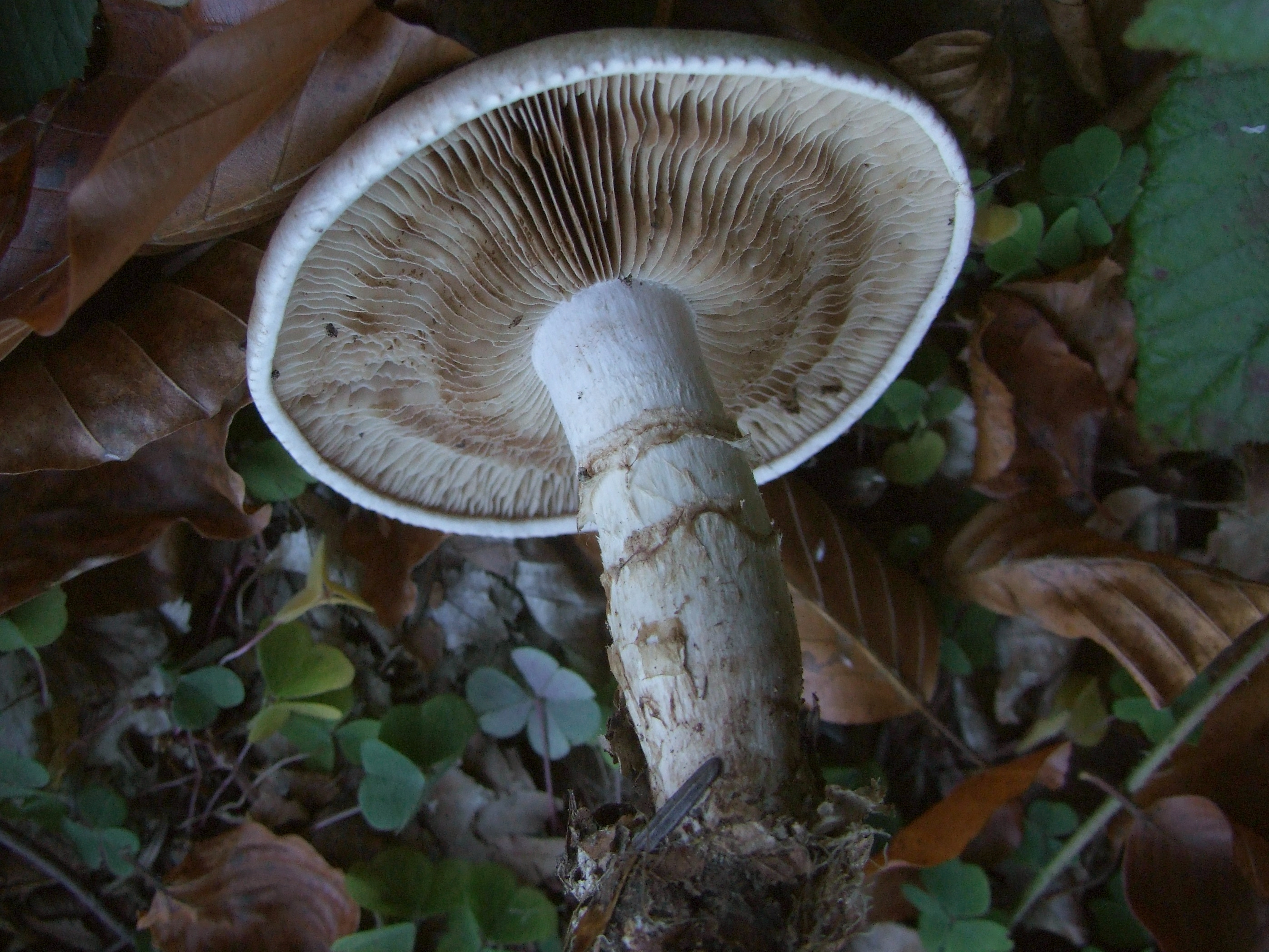

Włośnianka korzeniasta (Hebeloma radicosum (Bull.) Ricken) – gatunek grzybów należący do rodziny pierścieniakowatych (Strophariaceae).

## Systematyka i nazewnictwo
Pozycja w klasyfikacji według Index Fungorum: Hebeloma, Strophriaceae, Agaricales, Agaricomycetidae, Agaricomycetes, Agaricomycotina, Basidiomycota, Fungi.
Po raz pierwszy zdiagnozował go w 1784 r. Jean Baptiste François Pierre Bulliard, nadając mu nazwę Agaricus radicosus. Obecną nazwę nadał mu Adalbert Ricken w 1911 r.
Synonimy:
- Agaricus radicatus Pers. 1801
- Agaricus radicosus Bull. 1784
- Dryophila radicosa (Bull.) Quél. 1886
- Myxocybe radicosa (Bull.) Fayod 1889
- Pholiota radicosa (Bull.) P. Kumm. 1871
- Roumeguerites radicosus (Bull.) Locq. 1979

Nazwę polską nadał Stanisław Domański w 1955 r., wcześniej Franciszek Błoński opisywał ten takson pod nazwą łuszczak korzeniowy.

## Morfologia
Kapelusz
Średnica 5–14 cm, początkowo półkulisty, potem łukowaty, w końcu płaski. Powierzchnia z przyczepionymi ochrowymi resztkami osłony o barwie od ochrowej do czerwonobrązowej. W stanie wilgotnym jest bardzo śluzowaty, w stanie suchym tylko lepki, o barwie od brudnobeżowoochrowej do brudnobrązowej z czerwonawym odcieniem. Brzeg długo jest podwinięty. U młodych okazów połączony jest z trzonem białą osłoną, która u starszych okazów zwisa z kapelusza.
Blaszki
Wąskie i wąsko przyrośnięte lub wolne. Początkowo są kremowe, potem ciemniejsze – ochrowe do czerwonobrązowych. Ostrza białawe.
Trzon
Wysokość 7–15 cm (bez podziemnej części), grubość 0,8–2 cm, wrzecionowaty, w ziemi ukorzeniony do głębokości około 10 cm. Posiada stały, białawy, skórzasty pierścień. Powierzchnia nad pierścieniem gładka i biaława do kremowożółtej, pod pierścieniem początkowo kremowożółta i pokryta łuskami, potem bladobrudnoochrowa, pokryta grubymi i włóknistymi łuskami. Uszkodzony brązowieje.
Miąższ
Białawy, o zapachu gorzkich migdałów, w smaku gorzki.
Cechy mikroskopowe
Podstawki 4-zarodnikowe. Zarodniki migdałowate, o powierzchni drobnobrodawkowatej i wymiarach 8–10 × 5–6 μm. Wysyp zarodników rdzawobrązowy do cynamonowobrązowego.

## Występowanie i znaczenie
Znane jest występowanie w Europie, Japonii oraz stanie Kolumbia Brytyjska w Kanadzie. W piśmiennictwie naukowym na terenie Polski podano wiele stanowisk.
Grzyb mykoryzowy>ref name=check/>. Jest grzybem trującym. Rośnie w lasach liściastych i mieszanych na korzeniach i pniakach drzew liściastych, szczególnie buka i dębu.
Według japońskich badań terenowych samce much z rodzaju Suillia spoczywają na grzybach tego gatunku i aktywnie bronią swojego terytorium przed innymi osobnikami tego samego gatunku, czekając na pojawienie się samic.
Włośniankę korzeniastą można hodować w laboratorium. Dzięki temu udało się zaobserwować, że chociaż światło nie jest jej potrzebne do tworzenia zawiązków owocników, to jednak ich różnicowanie się i dalszy rozwój odbywać się może tylko przy udziale światła. Jest to związane zapewne z tym, że zawiązki tworzą się na sporej głębokości pod ziemią, zaś zarodniki owocnika wytworzonego pod ziemią nie mogłyby się rozprzestrzeniać, stąd też rozwój owocnika odbywa się dopiero wtedy, gdy korzeniasta podstawa trzonu wydostanie się ponad powierzchnię ziemi.